# Giuramento al Führer

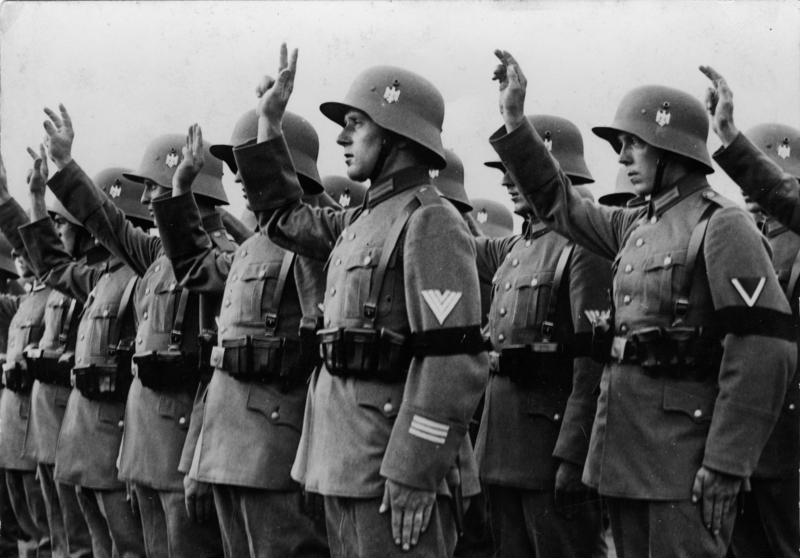
Soldati della Reichswehr pronunciano il giuramento ad Hitler nel 1934, con tre dita della mano destra alzate nel gesto rituale detto schwurhand

Il giuramento al Führer (in tedesco Führereid, o giuramento di Hitler), chiamato anche giuramento del soldato, si riferisce ai giuramenti di fedeltà, prestati dagli ufficiali e dai soldati delle Forze armate tedesche e dai funzionari della Germania nazista dal 1934 al 1945. Il giuramento prometteva lealtà personale ad Adolf Hitler al posto della lealtà alla costituzione del paese. Gli storici considerano il giuramento personale del Terzo Reich come un importante elemento psicologico per obbedire agli ordini di commettere crimini di guerra, atrocità e genocidio. Durante i processi a Norimberga, molti ufficiali tedeschi tentarono senza successo di usare il giuramento come difesa contro le accuse di crimini di guerra e crimini contro l'umanità.

## Storia
Durante l'era di Weimar, il giuramento di fedeltà, prestato dalla Reichswehr, richiedeva ai soldati di giurare fedeltà alla Costituzione del Reich e alle sue legittime istituzioni. In seguito alla nomina di Hitler come cancelliere nel 1933, il giuramento militare cambiò: le truppe ora giurarono lealtà verso il popolo ed il paese. Il giorno della morte del presidente tedesco Paul von Hindenburg, il giuramento venne nuovamente cambiato, come parte della nazificazione del paese: non era più una fedeltà alla Costituzione o alle sue istituzioni, ma una fedeltà vincolante al Führer Adolf Hitler stesso.
Sebbene l'opinione popolare sia che Hitler avesse redatto il giuramento e lo avesse imposto ai militari, il giuramento fu un'iniziativa del ministro della Difesa Werner von Blomberg e del generale Walter von Reichenau, capo dell'ufficio ministeriale. L'intenzione di Blomberg e Reichenau di far giurare ai militari un giuramento a Hitler era quella di creare un legame speciale personale tra lui e i militari, che aveva lo scopo di legare Hitler più strettamente ai militari e lontano dal NSDAP. Anni dopo, Blomberg ammise di non aver pensato a tutte le implicazioni del giuramento in quel momento.
Il 20 agosto 1934, il governo decretò la "Legge sull'alleanza dei funzionari e dei soldati delle forze armate", che sostituiva i giuramenti originali. La nuova legge decretava che sia i membri delle forze armate che i dipendenti pubblici dovevano giurare personalmente fedeltà a Hitler.

## Giuramenti precedenti

### Giuramento della Reichswehr
Dal 1919 al 1935, le forze armate della Repubblica di Weimar vennero chiamate Reichswehr ("Difesa del regno")
Il giuramento originale chiamato Reichswehreid entrò in vigore il 14 agosto 1919, poco dopo che il Reichspräsident Friedrich Ebert aveva firmato la Costituzione di Weimar per il Reich tedesco (la cosiddetta Repubblica di Weimar). Il trattato di Versailles limitò la Reichswehr a un totale di 100.000 uomini.
Dal 1919 al dicembre 1933:
Ich schwöre Treue der Reichsverfassung und gelobe,
daß ich als tapferer Soldat das Deutsche Reich und seine gesetzmäßigen Einrichtungen jederzeit schützen,
dem Reichspräsidenten und meinen Vorgesetzten Gehorsam leisten will.
"Giuro lealtà alla costituzione del Reich e prometto,
che come coraggioso soldato vorrò sempre proteggere il Reich tedesco e le sue istituzioni legali,
(ed) essere obbediente al Presidente del Reich e ai miei superiori."
Nel gennaio del 1933, Adolf Hitler venne nominato Reichskanzler ed il Decreto dei pieni poteri e la Gleichschaltung entrarono in vigore: il giuramento militare cambiò di nuovo.
Dal 2 dicembre 1933 al 2 agosto 1934
Ich schwöre bei Gott diesen heiligen Eid,
daß ich meinem Volk und Vaterland allzeit treu und redlich dienen
und als tapferer und gehorsamer Soldat bereit sein will,
jederzeit für diesen Eid mein Leben einzusetzen.
"Giuro su Dio questo santo giuramento,
che voglio servire sempre fedelmente e sinceramente il mio popolo e la mia patria
ed essere preparato come un soldato coraggioso e obbediente
rischiando la vita per questo giuramento in qualsiasi momento."
Dopo la morte del presidente tedesco Paul von Hindenburg il 2 agosto 1934, Hitler unì gli uffici di Reichspräsident e Reichskanzler, e si dichiarò Führer und Reichskanzler. Il ministro della guerra Werner von Blomberg pubblicò una nuova formulazione che divenne nota come Führereid (giuramento di Hitler). D'ora in poi tutto il personale militare prestò giuramento di fedeltà e lealtà vincolante allo stesso Adolf Hitler.

## Giuramento al Führer

### Giuramento della Wehrmacht
Il 16 marzo 1935 il governo tedesco ribattezzò la Reichswehr: essa divenne la Wehrmacht (Forza di difesa).
Ich schwöre bei Gott diesen heiligen Eid,
daß ich dem Führer des Deutschen Reiches und Volkes
Adolf Hitler, dem Oberbefehlshaber der Wehrmacht,
unbedingten Gehorsam leisten und als tapferer Soldat bereit sein will,
jederzeit für diesen Eid mein Leben einzusetzen.
Giuramento di lealtà della Wehrmacht ad Adolf Hitler
"Giuro su Dio questo santo giuramento
che renderò obbedienza incondizionata
al capo del Reich e del popolo tedesco,
Adolf Hitler, comandante supremo delle forze armate,
e che come soldato coraggioso sarò sempre preparato
a dare la mia vita per questo giuramento."
Quando il giuramento divenne legge, nel luglio del 1935, i funzionari civili prestarono un giuramento simile.

### Giuramento dei dipendenti pubblici
Diensteid der öffentlichen Beamten
Ich schwöre: Ich werde dem Führer des Deutschen Reiches und Volkes
Adolf Hitler treu und gehorsam sein, die Gesetze beachten,
und meine Amtspflichten gewissenhaft erfüllen, so wahr mir Gott helfe.
Giuramento di servizio per i dipendenti pubblici
Giuro: sarò fedele ed obbediente
al Führer del Reich e del popolo tedesco, Adolf Hitler,
osserverò la legge, ed adempierò coscienziosamente ai miei doveri ufficiali, che Dio mi aiuti!
Coloro che giuravano cantavano quindi sia Deutschland Über Alles che l'inno nazista Horst-Wessel-Lied.

### Giuramento delle SS
Eidformel der Schutzstaffel, 9.11.1935
"Wie lautet Dein Eid ?" - "Ich schwöre Dir, Adolf Hitler, als Führer und Kanzler des Deutschen Reiches Treue und Tapferkeit. Wir geloben Dir und den von Dir bestimmten Vorgesetzten Gehorsam bis in den Tod. So wahr mir Gott helfe !"
"Also glaubst Du an einen Gott ?" - "Ja, ich glaube an einen Herrgott."
"Was hältst Du von einem Menschen, der nicht an einen Gott glaubt?" - "Ich halte ihn für überheblich, größenwahnsinnig und dumm; er ist nicht für uns geeignet.
Giuramento di fedeltà delle SS, 9 novembre 1935
"Qual è il tuo giuramento?" - "Giuro a te, Adolf Hitler, come Führer e cancelliere del Reich tedesco, fedeltà e coraggio. Prometto a te, e ai comandanti che mi darai, fedeltà assoluta fino alla morte. Che Dio mi aiuti!"
"Così tu credi in Dio?" - "Sì, credo nel Signore Iddio."
"Cosa pensi di un uomo che non crede in Dio?" - "Penso che sia arrogante, megalomane e stupido: non è per noi ammissibile."

### Giuramento dei volontari stranieri

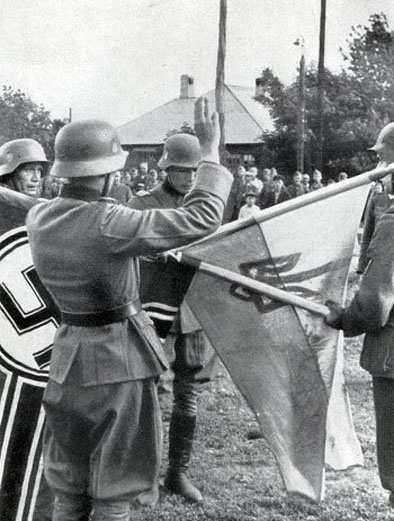
Volontari dell'esercito di liberazione ucraino che prestano il giuramento di Hitler

Come le forze armate tedesche e i funzionari pubblici, i volontari stranieri e i coscritti degli stati fantoccio nazisti e dei paesi occupati, dovevano prestare giuramento di lealtà personale ed obbedienza ad Adolf Hitler. Ai giuramenti delle legioni e delle divisioni straniere venne permesso di conservare alcuni frammenti d'identità nazionale per far sembrare che si fossero offerti volontari per unirsi alla guerra di Hitler, non come collaboratori, ma come patrioti leali che difendevano il loro paese contro il bolscevismo. Un argomento che molti collaboratori accusati avrebbero cercato di usare dopo la guerra.
Giuramento dei volontari croati delle Waffen-SS
"Giuro al leader, Adolf Hitler, come comandante supremo delle forze armate tedesche, lealtà e coraggio.
Prometto al leader e a quei superiori da lui nominati, l'obbedienza fino alla morte.
Giuro su Dio Onnipotente che rimarrò fedele allo stato croato e al suo rappresentante autorizzato Poglavnik,
che proteggerò gli interessi del popolo croato e
rispetterò sempre la costituzione e le leggi del popolo croato."
Giuramento della Legione lettone
"Giuro su Dio questo santo giuramento, quello nella lotta contro il bolscevismo.
Darò al comandante delle forze armate tedesche, Adolf Hitler,
obbedienza assoluta e come un soldato senza paura
darò la mia vita per questo giuramento."

## Conseguenze
Migliaia di ufficiali affermarono di essere malati per evitare di prestare il giuramento, ma furono costretti a farlo dopo il ritorno in servizio. Con il giuramento di fedeltà alla persona di Adolf Hitler piuttosto che alla nazione o alla costituzione, gli ufficiali e gli uomini delle forze armate si ritrovarono impegnati sul loro onore ad obbedirgli, anche dopo che Hitler indirizzò la Germania lungo il sentiero di guerra ed ordinò alla Wehrmacht di commettere crimini di guerra. Tra i reati infamanti vi furono le atrocità in Polonia e l'Ordine contro i Commissari in Unione Sovietica.
Mentre il desiderio di guerra del dittatore divenne sempre più chiaro alla fine del 1938, durante la crisi dei Sudeti, un certo numero di ufficiali della Wehrmacht ordì un piano per un complotto contro Hitler, piano che doveva essere messo in atto al più presto, mentre il dittatore iniziava l'invasione dei vicini della Germania; l'Accordo di Monaco mise fine alla controversia ed al complotto contro Hitler. Anche se gli storici citano una serie di fattori per cui gli oppositori di Hitler all'interno delle forze armate non riuscirono ad agire quando compresero gli obiettivi del dittatore, la loro riluttanza a violare il loro giuramento di fedeltà personale venne citato come un fattore decisivo. Ad esempio Wilhelm Keitel, il capo dell'Alto Comando della Wehrmacht e l'ufficiale più alto in grado ad essere giudicato al processo di Norimberga, testimoniò che sapeva che molti ordini di Hitler erano illegali, ma sentiva che non aveva altra scelta che obbedire.
Il giuramento è protagonista nel film Operazione Valchiria, riguardante il complotto militare del 1944 contro Hitler.

## Personaggi pubblici che rifiutarono di pronunciare il giuramento ad Hitler
- Karl Barth (teologo svizzero); conseguenze: perdita della cattedra[14]
- Ernst Kantorowicz (professore universitario ebreo); conseguenze: pre-pensionamento dall'Università di Francoforte sul Meno a soli trentanove anni[15]
- Martin Gauger (giudice di prova come pubblico ministero a Wuppertal); conseguenze: pensionamento forzato della sua posizione di pubblico ministero[14]
- Franz Jägerstätter (obiettore di coscienza austriaco); conseguenze: esecuzione nel 1943; beatificato nel 2007[14]
- Josef Mayr-Nusser (di Bolzano), dopo la chiamata alla leva delle Waffen-SS; conseguenze: condannato a morte, morì sulla strada per il campo di concentramento di Dachau[16]
- Joseph Ruf ("Fratello Maurus" del Christkönigsgesellschaft (rel.)), conseguenze: condanna a morte
- Franz Reinisch (padre dei Pallottini in Austria) dopo il richiamo alla leva nella Wehrmacht tedesca; conseguenze: esecuzione per decapitazione nel 1942[14].